# Розелит
Розелит — минерал из группы водных мышьяковокислых соединений.

## Состав
Химический состав (Ca, Co, Mg3)As2O8·2H2O. Легко растворим в кислотах.
Похожий минерал — бета-розелит Ca2Co(AsO4)2 2H2O

## История
Минерал назван в честь профессора минералогии Берлинского университета Густава Розе.
Впервые найден около Шнееберга в Саксонии в виде мелких кристаллов. Встречался достаточно редко. Богатое месторождение розелита и эритрина найдено позднее в Марокко, где и разрабатывается по сей день.

## Применение
Благодаря своему яркому и насыщенному цвету, розелит весьма популярен у коллекционеров минералов.